# 萌え絵

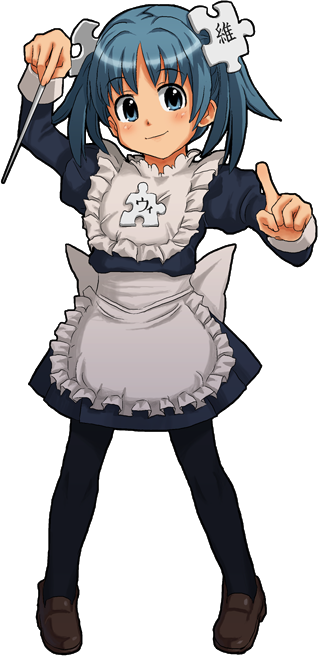
萌え絵の手法で表現されたウィキペたん。メイド服を着ている。

萌え絵（もええ）は、日本の漫画やアニメ、ゲームなどに特有の絵のことである。「見る者に『萌え』を感じさせる絵」などと説明される。
描写対象となるのは、おおよそ10代の少女である。特徴としては、顔の大きさに対して眼が大きい・鼻がほとんど描かれていない・口が小さいこと、顔は平面だが体つきが肉感的であることが挙げられる。また、ピンク・青・緑といった、奇抜な髪の色のキャラクターが描かれることも特徴である。メイド服などの付加的な萌え属性が加わる場合もある。
なお、萌え絵を書くイラストレーターは「絵師」と呼ばれることがある。また、萌え絵が書かれた絵馬のことを「痛絵馬」と呼ぶ。

## 概説
書籍『現代視覚文化研究』に記事を寄せたライターの有村悠によれば、1990年代のイラストでは影やハイライトを多く描き込むことにより、疑似的に立体感を持たせた作品が主流であった。しかし、2000年代初頭の萌え絵は影を減らすなどより簡素な絵柄へと変貌し、光を意識して立体的に見せる手法が用いられるようになったと分析している。そのような新しい絵柄が生まれた当時、彩色方法は様々であったが、描画用のソフトウェアやツールの技術向上に伴い、フルデジタルの制作環境でアナログ的な描画表現を再現した作品が多く現れるようになったとも解説している。一方、安斎昌幸によれば、萌え絵には共通のセオリーが存在するものの、単なる過去のイラストの焼き直しでは流行せず、常に新たな要素を取り込むことが必要とされるという。こうした萌え絵の流行の変化は、コミックマーケットで見ることができる。初音ミクの成功の理由は、萌え絵のセオリーを踏まえたことにあるとする説もある。
キャラクターの顔は目や輪郭のバランスが美しく整っているという傾向がある。かといって美人顔でなく子どもぽい顔で、目が大きく輪郭が丸い。目の大きさに合わせて輪郭を丸くし、全体のバランスを整えて仕上げている。実験によると輪郭は、顔の縦幅が横幅の0.92から1.03倍で理想値0.98と割り出された。実際のアニメ作品でも多くが当てはまる。

## 描き方
萌えキャライラストを多く手掛けるMUGENUP著『ゲームキャラクターイラスト上達講座』（ISBN 4798137111）をはじめとした萌えキャラ指南書のほとんどは、1章にデッサンについての記述がある。
『ニーア ゲシュタルト/レプリカント』『結城友奈は勇者である』などで一部のキャラクターデザインを手掛けたD.Kは、「日本のアニメの絵は昔から皆が思う以上に解剖学が守られて、でないと動かせないし、そのうえに可愛い綺麗かっこいい表現のためたくさん悩んで作られた形です」と述べている。
内股や不自然な角度の体の歪みは、見栄えや躍動感をつける基本テクニックのコントラポスト（S字曲線）、デフォルメの結果という意見もある。コントラポストは東京国立博物館のブログをはじめ、『アニメ私塾流 最速でなんでも描けるようになるキャラ作画の技術』（ISBN 4767823900）、『絵になるキャラポーズの法則 コントラポストを応用した画期的なポーズの基本』（ISBN 4766124855）、『自撮りの教科書』（ISBN 4896375254）など、ジャンルを問わず数多く記載されている。